# Шапиро, Ирвин
И́рвин Шапи́ро (англ. Irwin Ira Shapiro, род. 10 октября 1929, Нью-Йорк) — американский физик, работающий в области радио- и радарной техники в приложении к астрометрии, астрофизике и проверке теорий гравитации. 
Именной университетский профессор Гарварда Timken University Professor (с 1997) и именной эмерит-профессор MIT Schlumberger Professor Emeritus (с 1985).
В 1982—2004 годах директор Гарвард-Смитсоновского центра астрофизики.
Член НАН США (1974) и Американского философского общества (1998).
В его честь назван Эффект Шапиро, который он предложил и с коллегами проверил.

## Биография
Окончил Корнеллский университет (бакалавр математики). Степени магистра и доктора философии по физике (1955) получил в Гарварде. С 1954 года работал в лаборатории Линкольна Массачусетского технологического института, в котором в 1967 году стал профессором. С 1982 года профессор Гарварда и в 1997 году избран первым университетским профессором имени Тимкена (Timken University Professor). Член Американской академии искусств и наук (1969) и Американского астрономического общества, фелло Американской ассоциации содействия развитию науки, Американского геофизического союза и Американского физического общества.

## Награды и отличия
- 1975 — Медаль Альберта Майкельсона, Институт Франклина[1]
- 1979 — Премия Беджамина Апторпа Гулда, Национальная академия наук США[2]
- 1982 — Премия Дэнни Хайнемана в области астрофизики, Американское астрономическое общество
- 1988 — Премия Дирка Брувера, Американское астрономическое общество
- 1991 — Медаль Чарльза А. Уиттена, Американский геофизический союз[3]
- 1992 — Лекция Карла Янского Национальной радиоастрономической обсерватории США
- 1993 — Медаль Уильяма Боуи[англ.], Американский геофизический союз[4]
- 1994 — Медаль Альберта Эйнштейна швейцарского Общества Альберта Эйнштейна
- 1997 — Премия Джерарда Койпера Отдела планетарных наук Американского астрономического общества
- 2013 — Премия Эйнштейна от Американского физического общества